# Éva Henger
Éva Henger (Győr, 2 novembre 1972) è un'attrice, modella, personaggio televisivo ed ex attrice pornografica ungherese naturalizzata italiana.

## Biografia

### Carriera

#### Gli esordi
È figlia di un direttore di conservatorio e autore di canzoni (che compose per lei anche un brano dal titolo, tradotto in italiano, Da quando sei andata via) e di una ballerina di danza classica e di liscio. Inizia la sua carriera di modella a 14 anni grazie alla madre, che inviò alcune sue foto ad un concorso di bellezza, Fotomodella dell'anno, dove si classifica tra le prime tre; dopodiché è stata il volto televisivo negli spot televisivi per una catena di centri commerciali.
Negli anni ottanta, inoltre, pratica pattinaggio su ghiaccio e gioca a pallamano a livello agonistico nella squadra che ha vinto il campionato, il "Magyar női nagypályás kézilabda-bajnokság". A 15 anni si classifica terza in un concorso di bellezza in Ungheria e, oltre a fare spot pubblicitari in TV, inizia ad essere testimonial anche per riviste, quotidiani e periodici; tra i primi per cui ha lavorato Kurier e Reforme (per quest'ultimo scriveva anche una sua rubrica). A 16 anni prende parte al concorso di bellezza The Look of the Year.
Si è diplomata in Ungheria, in particolare ha frequentato a Győr la Prohászka Ottokár Orsolyita Gimnázium, Általános Iskola és Óvoda dove ha studiato danza, specializzandosi in danza classica; oltre agli studi classici, Éva ha studiato per otto anni pianoforte e ha anche svolto la professione d'infermiera per due anni e per due anni ha anche gestito una sala bowling. In questi anni debutta come attrice in delle fiction televisive tedesche, tra le serie più note a cui ha preso parte vi è L'ispettore Derrick.

#### 1989-1994
Appena diciassettenne viene eletta Miss Teen Ungheria 1989, appunto in Ungheria. L'anno successivo si classifica seconda a Queen of Hungary a Budapest; e viene eletta Miss Alpe Adria 1990 a Villach in Austria. Nel 1990 viene ingaggiata dall'agenzia italo-ungherese Blue Angels, di cui Riccardo Schicchi era co-fondatore, il cui ingaggio comportava vari lavori pubblicitari e da modella ma non il senza veli. Il primo lavoro senza veli con Riccardo Schicchi nelle vesti di fotografo glamour è dei primi anni Novanta: si tratta di un servizio fotografico senza veli per la rivista Playmen. Sfila in tutto il mondo, principalmente in nazioni europee, soprattutto nell'Europa dell'est, in particolare Ungheria e Austria, ma anche in Germania, Francia e Italia.
Trasferitasi in Italia intensifica la collaborazione con Riccardo Schicchi, divenuto poi suo marito, e incomincia a esibirsi nei locali dell'agenzia Diva Futura, di cui Riccardo Schicchi era co-fondatore, e in altri locali di lap dance in tutta Italia. In vari suoi spettacoli Éva usa delle banconote, più precisamente delle banconote del dollaro statunitense con la sua immagine. Svolge anche la professione di deejay; inoltre aiuta il marito nella regia e nella fotografia anche di genere hard. Parallelamente esordisce nel mondo dell'hard anche sotto la regia del marito; il suo debutto è in un film di Rocco Siffredi nel 1993, con il quale però non c'è mai stata nessuna scena sessuale per via di un patto fatto da Éva con l'amica Rózsa Tassi.
Nel frattempo negli anni novanta i primi marchi italiani per cui ha sfilato sono stati Chiara Boni, Fendi e altri. Oltre a sfilare, posa per delle copertine in tutto il mondo, in particolare realizza molti servizi fotografici per numerose riviste, soprattutto in Sud America. Sarà proprio in America Latina, più precisamente in Perù, che sarà la protagonista del programma Cin cin andato in onda sulla televisione peruviana.
A partire da questi anni ha iniziato a campeggiare e posare per varie riviste a livello mondiale: Playboy, Maxim, Playmen, Max, Excelsior, Boss Magazine, le rivista della Diva Futura, Penthouse, Blitz, Le Ore e tante altre ancora.

#### 1995-1998
Nel 1995 posa per il calendario Penthouse; nello stesso anno è tra i protagonisti di Oltraggio al pudore, libro di Riccardo Schicchi edito Arbor. L'anno successivo è tra i protagonisti di Camerini ardenti per la regia di Pietro Balla e Monica Repetto, documentario che viene presentato al 14° Torino Film Festival (TFF). Sempre nel 1996 fa il suo debutto nei film comici con Fantozzi - Il ritorno per la regia di Neri Parenti.
Nel 1998 incide il suo primo singolo Ooh Yeah con il relativo video musicale; nello stesso anno è nel cast di A Song for Eurotrash, per la regia di Peter Stuart. Sempre nel 1998 è la protagonista de Le avventure ermetiche di Eva Henger, fumetto voluto da Riccardo Schicchi, disegnato da Giuseppe Di Bernardo con Jacopo Brandi su un'idea di Marco Bianchini che veniva pubblicato a puntate sulle riviste della Diva Futura. Nello stesso anno è la protagonista di Un mostro di nome Lila, per la regia di Enrico Bernard; dal film viene tratto pure un calendario 1999. Inoltre nello stesso anno è la protagonista de Il fantasma per la regia di Joe D'Amato; si tratta del rifacimento in versione erotica e romantica de Il fantasma dell'Opera, romanzo di Gaston Leroux. L'anno dopo è la protagonista de I sogni proibiti di Lila per la regia di Enrico Bernard. 
In questi anni ha anche preso parte alla fiera itinerante di spettacoli erotici quale l'Erotica tour.

#### 1998-2005
La sua filmografia pornografica conta 27 film. Éva Henger svelerà successivamente che in realtà i film hard girati sono solo quattro e che gli altri sono stati realizzati riutilizzando scene tagliate da quei quattro. Éva decide di abbandonare questo mondo, ma continuano ad uscire film da lei mai girati, alcune volte con performer con cui lei non era mai stata sul set. Nel 2025 vince la causa per truffa contro coloro che avevano realizzato molteplici film pornografici riciclando scene, facendo montaggi e tagli dagli unici 4 film da lei girati.
Intensifica, invece, la sua carriera di attrice di altri generi, che già svolgeva parallelamente. Prosegue il suo lavoro da modella posando per varie riviste. Inoltre dal 1998 al 2008 Éva è protagonista di 15 sexy calendari prodotti dalla Diva Futura, il fotografo di tanti lavori, tra cui, appunto, molti calendari, è stato Riccardo Schicchi.
Tra il 2000 e il 2010 prende parte a tre edizioni di Ciao Darwin su Canale 5. Dal 2000 al 2002 è stata nel cast di Milano-Roma su Rai 2. Dal 2000 al 2005 conduce su Rai Radio 2 il programma radiofonico Due di notte; in questi anni inizia anche il lavoro come influencer.
Nel 2001 è la protagonista, Regina, del film Il giuoco dei sensi per la regia di Enrico Bernard, interpreta una parte in E adesso sesso film per la regia di Carlo Vanzina e prende parte, nel Regno Unito, a Eurotrash su Channel 4. Nel 2001, inoltre, Éva affianca Enrico Bertolino e Natasha Stefanenko in Convenscion su Rai 2, a cui segue Superconvenscion e l'anno seguente Convenscion a colori e Convenscion Express sempre su Rai 2; all'interno di questi programmi, dove rivestiva anche il ruolo di sondaggista, era inserita la sitcom Zovvo dove Éva interpretava la moglie di Zovvo, interpretato da Tullio Solenghi. Inoltre nel 2001 conduce Eva contro Henger su My-Tv, che oltre ad essere un canale televisivo era considerato anche come web TV, e prende parte, su Rai 2, a Stracult (dove viene diretta in vari cortometraggi da registi come Dino Risi o Luciano Emmer), nei panni della signora Fottenberg al fianco di Max Tortora e di Max Giusti; sempre all'interno di Stracult è nel cast anche della sitcom Max-G Hunter Production. Nel 2001, prende parte, inoltre, a Furore su Rai 2; e sempre su Rai 2, nel 2002, la ritroviamo in Stracult Redux. Nella stagione sportiva 2001-2002 è stata sponsorizzatrice della Pallavolo Palermo, società di pallavolo femminile di Serie A1.
Nel 2002 è nel cast di Gangs of New York, film per la regia di Martin Scorsese; nel film fa il suo debutto, usando il cognome della madre, la figlia Mercédesz con cui lavorerà anche in altre occasioni. Nello stesso anno è anche nel cast, nel ruolo della signora Fottenberg, de L'ispettore Derrick... e Harry! per la regia di David Emmer. Tra il 2002 e il 2003 prende parte a Cocktail d'amore su Rai 2. Nel 2003 prende parte a Libero, a Tv Zone, entrambi programmi andati in onda su Rai 2 e, per lo stesso canale, prende nuovamente parte a Stracult dove è nel cast anche alla sitcom Argoss - Il fantastico Superman. Inoltre, nel 2003, è co-protagonista della docu-fiction La dolce via, mediometraggio per la regia di Marco Colli.
Nel 2004 conduce Eva e il galateo del peccato su Studio Universal. Tra il 2004 e il 2005 prende parte al programma televisivo Cronache marziane su Italia 1. Ritorna a lavorare sotto la regia di Carlo Vanzina sia nel 2004, entrando nel cast del film Le barzellette, che nel 2005 recitando ne Il ritorno del Monnezza. Sempre nel 2005 è nel cast del film Tutti all'attacco per la regia di Lorenzo Vignolo.

#### 2005-2008
Nel 2005 è una dei concorrenti della seconda edizione del reality show La fattoria, condotto da Barbara D'Urso e andato in onda su Canale 5; Éva si classifica semifinalista. Inoltre nel 2005 conduce assieme al Gabibbo il programma televisivo Paperissima Sprint su Canale 5, divenendo la beniamina dei bambini. Nello stesso anno, inoltre, prende parte a Domenica in su Rai 1. Dal 2005 compare in video musicali di altri cantanti.
Nel 2006 Éva entra nella casa del Grande Fratello 6 per una particolare prova settimanale: insegnare ai ragazzi la lingua ungherese. Nello stesso anno è nel cast di quattro film: Nemici per la pelle di Rossella Drudi, AD Project di Eros Puglielli, interpreta la protagonista Lila ne La natura di Lila di Enrico Bernard e ricopre il ruolo di Inga in Parentesi tonde di Michele Lunella. Sempre nel 2006 pubblica il suo secondo singolo My Heart Is Dancing che vede la pubblicazione anche di un video musicale. Nello stesso anno è una dei protagonisti di Una settimana di risate, con Max Tortora per la regia di David Emmer. Prende anche parte al Festival Show 2006, sia in veste di cantante che di ballerina, insieme alla figlia Mercedesz; inoltre è protagonista del cortometraggio Il gioiello, per la regia di Stefano Calvagna; conduce, inoltre, il "Festival Show di Capodanno 2006-2007".
Dal 2006 al 2008 prende parte a Saturday Night Live from Milano su Italia 1, in cui è trasmessa anche The Bang, sitcom poliziesca che interpreta insieme con Enzo Salvi. Nel 2007 su Italia 1 conduce con Alessandro Cecchi Paone Azzardo e prende parte a Lucignolo. Nello stesso anno è protagonista insieme ad Enzo Salvi della sitcom Le avventure di Diabetik, incide il suo terzo e quarto singolo: rispettivamente Quando te quiero e Romantica; per quest'ultimo collabora con Mal. Nello stesso anno le viene riconosciuto il "Premio Cinefestival Salerno" e il "Premio speciale della direzione del Festival", entrambi durante il 61º Festival internazionale del cinema di Salerno; prende parte anche al Festival Show 2007.
Nel 2008 è nel cast di tre film: interpreta la protagonista Jessica in Torno a vivere da solo di Jerry Calà, Lenka in Bastardi di Federico Del Zoppo e Andres Alce Meldonado, e Lorena in Guardando le stelle di Stefano Calvagna. Inoltre, nello stesso anno prende parte al talent culinario Chef per un giorno di Alessandro Borghese, è relatrice al Telefilm Festival ed è nel cast di Cocktail d'amore Zip trasmesso su RaiSat Premium. Sempre nel 2008, insieme alla figlia Mercédesz, riceve il riconoscimento Piper Club.

#### 2008-2012
Dal 2008 al 2023 è opinionista fissa di Pomeriggio Cinque e dal 2009 al 2012 di Domenica Cinque, successivamente, dal 2012 al 2021, diventa anche opinionista fissa di Domenica Live; tutti programmi condotti da Barbara D'Urso su Canale 5. Inoltre dal 2009 al 2012 è opinionista di Mattino Cinque, programma condotto da Federica Panicucci su Canale 5.
Nel 2009 incide il suo quinto singolo Lost Love; con titolo omonimo viene pubblicato anche un EP contenente oltre a Lost Love in varie versioni pure il brano Circles. Nello stesso anno, inoltre, realizza un calendario alle Maldive mentre è incinta della sua terzogenita Jennifer.
Nel 2010 torna a Stracult su Rai 2 con il corto La performance dei morti viventi di cui lei è protagonista. Nello stesso anno ha preso parte a Top Secret su Rete 4 e inciso, insieme a Dr. Feelx, il suo sesto singolo, Parole parole, cover di Mina.
Nel 2011, inoltre, appare sulla copertina di Playboy Italia; per Playboy aveva già posato anche per edizioni di altre nazioni. Nel 2012 posa per un calendario ed interpreta Angelica nel film Fallo per papà, per la regia di Ciro Ceruti e Ciro Villano; inoltre conduce il programma Hobby su Vero, e prende parte al docufilm Il signore del porno - Riccardo Schicchi, per la regia di Alberto D'Onofrio.
Sempre nel 2012 è la protagonista della fiction criminale (da cui è stato realizzato anche il film) Roma nuda, nel ruolo della contessa, per la regia di Giuseppe Ferrara; la pellicola resta inedita per il grande pubblico tranne che per la proiezione privata avvenuta a Roma nel 2012.

#### 2012-2018
Prosegue la sua attività di opinionista nei programmi sotto testata giornalistica Videonews condotti da Barbara D'Urso. Dal 2012 al 2015, su Vero, conduce sia le tre edizioni di Pescati dalla rete che le tre di Pescati dalla rete - Christmas Edition; in entrambi i programmi è presente la figlia Jennifer.
Nel 2013 Debora Attanasio, segretaria di Riccardo Schicchi, pubblica il libro Non dite alla mamma che faccio la segretaria - Memorie di una ragazza normale alla corte del re dell'hard edito Sperling & Kupfer, nella cui narrazione Éva Henger è tra i protagonisti. Nello stesso anno pubblica il settimo singolo Tum cha cha con il relativo video musicale e prende parte a La Mala EducaXXXion su LA7d. In questi anni recita in vari cortometraggi collaborando con studenti universitari di cinema. Nel 2015 prende parte a Cantando ballando su Canale Italia, come cantante.
Nel 2016 è nel cast di Habemus film - Perugia oggi, film per la regia di Roberto Goracci e Alessio Ortica, il cui ricavato è stato devoluto in beneficenza. Tra il 2017 e il 2018 è opinionista fissa nel programma web Casa Signorini su 361tv. Nel 2018 è una dei concorrenti della tredicesima edizione de L'isola dei famosi, reality condotto da Alessia Marcuzzi su Canale 5.

#### 2019-2024
Nel 2019 incide il singolo con Sciarra Come Adamo ed Eva di cui nel 2020 vengono pubblicati due video musicali. Oltre agli altri programmi sotto testata giornalistica Videonews per cui già lavorava, dal 2019 al 2020 è opinionista di Live - Non è la D'Urso, programma condotto da Barbara D'Urso su Canale 5.
Nel 2020, inoltre, è protagonista del cortometraggio Il postino sogna sempre due volte per la regia di Rocco Marino per il quale le viene riconosciuto il "premio esercenti cinematografici" al 19º Villammare Film Festival.
Nel 2023 prende parte, insieme alla figlia Mercedesz, al talk show Il salotto delle celebrità - Sanremo 2023. Nel 2023 viene pubblicato il singolo Influencer ("Sfrizzami" edition) di Sara Tommasi cantato insieme a Éva Henger e Francesca Cipriani.
Nel 2023 conduce il concorso di bellezza Miss Woman Beauty Contest - World Edition ed è la protagonista, interpretando sé stessa, del film Tic toc per la regia di Davide Scovazzo. Riceve il premio alla carriera durante il "Napoli Cinema Festival" e l'"Hirpus d'oro speciale" durante l'"Ariano International Film Festival" (AIFF); viene premiata anche, insieme al marito Massimiliano Caroletti e alla figlia Jennifer, con il "Premio speciale - Il salotto delle celebrità - Venezia 2023", talk show di cui fa anche parte del cast.
Sempre nel 2023 prende parte a Essere Moana - Segreti e misteri, docuserie sulla vita di Moana Pozzi, per la regia di Alessandro Galluzzi, Flavia Triggiani e Marina Loi.
L'anno successivo, insieme alla figlia Mercédesz, prende parte al docu-reality Il salone delle celebrità di Federico Fashion Style su Real Time e Discovery+. Sempre nel 2024 recita insieme alla figlia Mercedesz nella serie tv Sartù, il sorriso è servito. Nello stesso anno, inoltre, viene pubblicato il volume fotografico Italian Party con scatti dei fotografi Letizia Giambalvo e Vitaliano Napolitano edito 89Books composto da 180 scatti della Roma dei grandi divi in cui è inclusa anche Éva Henger.
Nel 2024 si approccia al mondo della sceneggiatura facendo la supervisione del soggetto e della sceneggiatura per il cortometraggio Pin Hacked di Andrea D'Emilio, corto in cui è anche segretaria di edizione e si occupa del casting.

#### 2024–oggi
Nel 2024 viene girato Diva Futura, lungometraggio per la regia di Giulia Louise Steigerwalt, incentrato sulla figura di Riccardo Schicchi e sull'agenzia Diva Futura; dove Éva Henger è interpretata dall'attrice croata Tesa Litvan. Nel 2025 Debora Attanasio pubblica il libro Diva Futura edito da Sonzogno, nella cui narrazione Éva Henger è tra i protagonisti; mentre per il 30º anniversario dalla prima pubblicazione avvenuta nel 1995, viene pubblicata una nuova edizione, a cura di Éva Henger per la MTS Edizioni, di Oltraggio al pudore di Riccardo Schicchi con prefazione di Debora Attanasio e postfazione di Éva Henger con un epilogo composto da capitoli che rispecchiano una prospettiva più intima e personale. Entrambi i libri hanno costituito il soggetto del film Diva Futura.
Nel 2024 fa il debutto nel campo della sceneggiatura firmando soggetto, trattamento del thriller psicologico The Contract, film in inglese per la regia di Massimo Paolucci; nel film debutta anche come assistente alla regia e si occupa del casting. Per questo film le viene riconosciuto, dalla regione Lazio, il premio alla creatività.
Nel 2025 conduce il podcast Il salotto di Eva Henger - Bisturi e bellezza.

## Vita privata
A 17 anni conosce Riccardo Schicchi in Italia, successivamente si rincontrano in Ungheria; i due iniziano a lavorare insieme nel 1990. Legati sentimentalmente dal 1992 decidono di andare a convivere a Roma.
Nel frattempo, il 18 agosto 1991 a Győr dà alla luce la sua primogenita Mercedesz, al momento del parto la relazione fra Éva Henger e il compagno Jelinek era terminata da alcuni mesi. Inizialmente la figlia avrebbe dovuto portare solo il cognome della madre, ma il padre per evitare la prigione, a causa di problemi giudiziari, chiede di riconoscerla, avvalendosi così dei diritti di neogenitore previsti in Ungheria.
Mercedesz cresce fattivamente esclusivamente con la madre, ma legalmente Éva aveva l'affido congiunto della figlia con Jelinek; ciò comporta che per i documenti debba esserci la firma di entrambi i genitori e ciò porta l'uomo a richiedere delle somme di denaro in cambio; Jelinek decide di chiedere anche un compenso economico in cambio della rinuncia della patria potestà sulla figlia in favore di Riccardo Schicchi, ma dopo aver avuto il denaro non si presenta all'udienza.
Nel 1994 Éva Henger decide di fare causa al suo ex compagno Jelinek per i suoi comportamenti, tenendo anche in considerazione il mancato pagamento del mantenimento fin dalla nascita. L'uomo non pagherà mai il mantenimento ma Éva ottiene l'affidamento super esclusivo.
Mercedesz è dichiarata anagraficamente Mercedesz Jelinek Schicchi (Jelinek è il cognome del padre biologico). Riccardo voleva che la figlia venisse riconosciuta come sua a tutti gli effetti, mantenendo quindi il segreto sulla paternità biologica; nel 2019 Mercedesz rende pubblico l'argomento (a causa di alcuni giornali che avevano scoperto la vicenda), sottolineando che per lei l'unico padre è comunque Riccardo.
Éva Henger e Riccardo Schicchi si sposano a Roma il 19 gennaio 1994 e dalla loro unione è nato Riccardo Beltaim Jr. il 22 dicembre 1994 a Roma.
Il 9 dicembre 2012 Éva comunicò la morte del marito Riccardo Schicchi a Clemente Mimun, che diffuse la notizia. Nonostante Éva Henger e Riccardo Schicchi conducessero vite separate da alcuni anni, non vi fu mai la separazione legale; Éva è rimasta al fianco di Riccardo Schicchi fino alla fine.
Dal 2005 è legata sentimentalmente al produttore Massimiliano Caroletti (conosciuto 4 anni prima all'inaugurazione della catena di centri benessere della famiglia di lui), dal quale ha avuto una figlia: Jennifer, nata il 12 aprile 2009 a Roma (la cui madrina è Barbara D'Urso). 
Essendo ancora legalmente sposata con Riccardo Schicchi, quest'ultimo alla nascita della bambina ha dovuto recarsi all'anagrafe per firmare la rinuncia di paternità.
Éva Henger e Massimiliano Caroletti si sono sposati a Roma il 14 aprile 2013. Il 13 marzo 2019 la coppia si risposa alle Maldive.
Nel 2022, in Ungheria, rimane coinvolta in un incidente stradale, assieme al marito Massimiliano Caroletti, l'auto guidata da Éva viene colpita in un frontale (e successivamente anche lateralmente) a causa di un'automobile che stava eseguendo un sorpasso azzardato, con all'interno una coppia che è deceduta sul colpo; Éva ha riportato 11 ossa rotte e danni a vari organi tranne al fegato.

## Le società
Alla morte, avvenuta a Roma il 9 dicembre 2012, di Riccardo Schicchi, fondatore e proprietario della Diva Futura, il marchio Diva Futura, quanto collegato e altri beni diventano di proprietà della moglie Éva Henger e dei figli Mercedesz e Riccardo Jr. Diva Futura è stata chiusa nel 2021 con un capitale sociale pari a €20.000.000,00. Éva Henger con i figli mantengono i diritti d'autore e i diritti del catalogo dei film; in particolare Éva conserva l'archivio a Campagnano di Roma.
Nel 2007 fonda con il marito Massimiliano Caroletti, con cui varie volte collabora, la "Anteprima Eventi Production e Management", attività di produzione cinematografica, di video e di programmi televisivi.

## Questioni varie
Nel 1994, mentre era incita al 4° mese di Riccardo Jr., viene rapita Mercedesz da una vicina di casa; il tutto è durato meno di un giorno.
Nel 1998 sia la sua casa familiare con Riccardo Schicchi che la sede della Diva Futura, entrambe a Roma, hanno subito un incendio doloso che ha danneggiato i locali e ha distrutto l'archivio dell'agenzia, tra cui fotografie che valevano centinaia di milioni di lire ciascuna. L'incendio è stato appiccato da uno spasimante rifiutato da Éva Henger, l'uomo, soprannominato "il russo", aveva già picchiato Riccardo Schicchi, e perseguitava Éva di cui si diceva innamorato.
Ad aprile 2006 insieme al marito Riccardo Schicchi con l'agenzia Diva Futura, viene condannata a 4 anni per associazione a delinquere finalizzata all'immigrazione clandestina e allo sfruttamento della prostituzione. Ferma restando la pena sospesa, in appello i giudici hanno ridotto la pena a 2 anni e 2 mesi riconoscendo le attenuanti. Inoltre i giudici della Terza sezione penale della Cassazione hanno fatto cadere il reato associativo (associazione a delinquere finalizzata all'immigrazione clandestina e allo sfruttamento della prostituzione). Dichiaratasi sempre estranea ai fatti ha sostenuto di aver pagato il fatto di essere la moglie di Riccardo Schicchi.
Nel 2007 è vittima di una rapina nella sua villa a Campagnano di Roma: tre rapinatori armati hanno fatto irruzione nell'abitazione dove c'erano Éva, Massimiliano Caroletti e i figli di lei Mercédesz e Riccardo Jr.. Éva, minacciata con la pistola, è stata costretta a dirigersi verso la cassaforte ma a quel punto sono sopraggiunti i carabinieri. L'oggetto di maggior valore sottratto è stato un collier di diamanti e oro.
A luglio 2011 viene condannata, da un giudice monocratico in prima udienza, per aver diffamato il suo ex legale a 8 mesi (pena sospesa) più le spese legali e di risarcimento danni stabilito in sede civile. Negli anni successivi fra ricorsi, nuove udienze e contro-querele si arriva all'assenteismo dei testimoni in aula e a un nulla di fatto per la gravidanza a rischio di Éva Henger. Nel 2017 troviamo il legale al fianco di Éva Henger a supportarne le idee, definendola una donna astuta e in gamba.
Nel 2022, in Ungheria, rimane coinvolta in un incidente stradale, assieme al marito Massimiliano Caroletti, l'auto guidata da Éva viene colpita in un frontale (e successivamente anche lateralmente) a causa di un'automobile che stava eseguendo un sorpasso azzardato, con all'interno una coppia che è deceduta sul colpo; Éva ha riportato 11 ossa rotte e danni a vari organi tranne al fegato.
Nel 2025 vince la causa per truffa contro coloro che avevano realizzato molteplici film pornografici riciclando scene, facendo montaggi e tagli dagli unici 4 film da lei girati.

## Filmografia

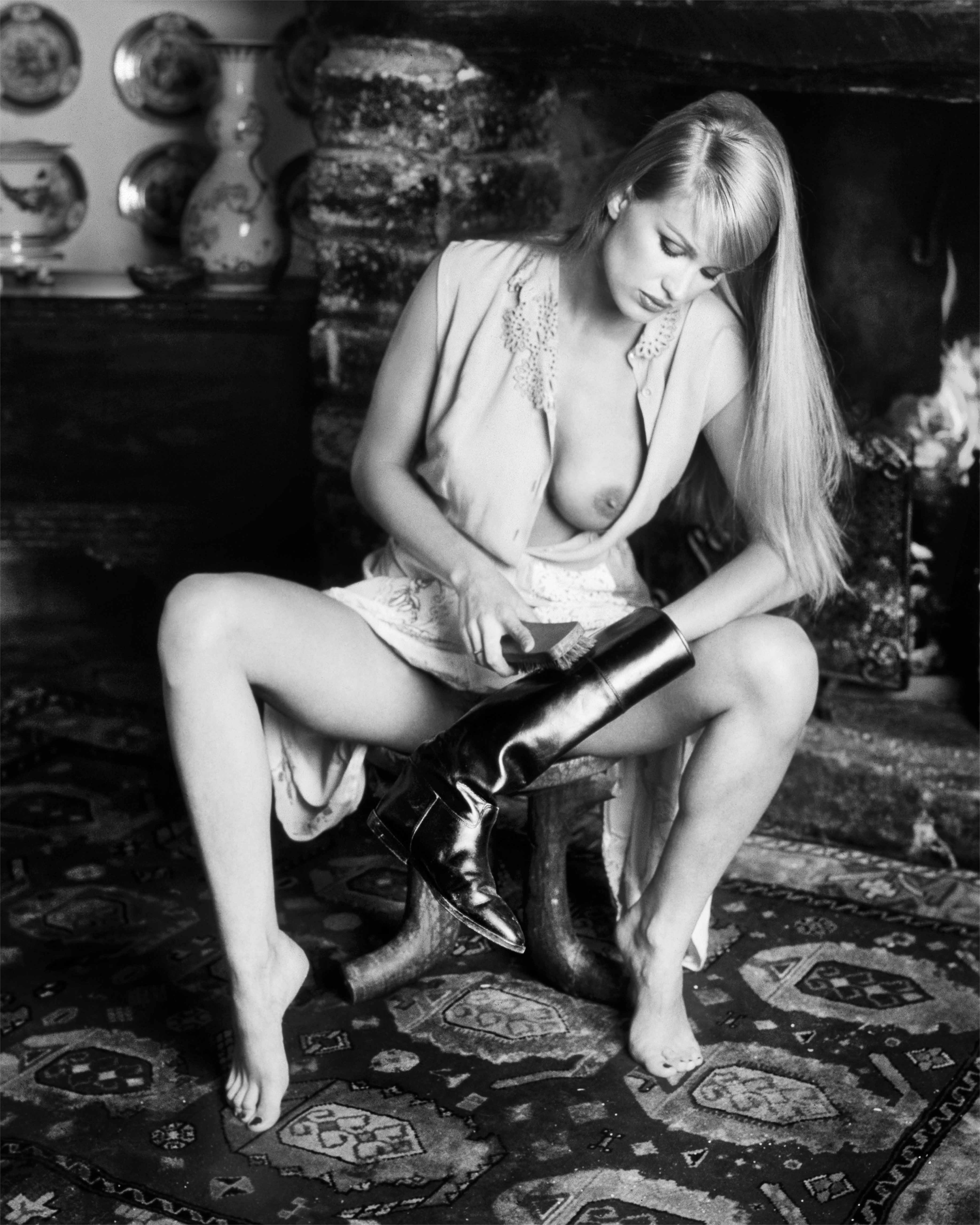
Éva Henger nel 1997 in una foto glamour di Alberto Magliozzi

### Sceneggiatrice
- Pin Hacked, regia di Andrea D'Emilio (2024) – cortometraggio – supervisione sceneggiatura
- The Contract, regia di Massimo Paolucci (2024)

### Assistente alla regia
- The Contract, regia di Massimo Paolucci (2024)

### Segretaria di edizione
- Pin Hacked, regia di Andrea D'Emilio (2024) – cortometraggio

### Soggetto
- Pin Hacked, regia di Andrea D'Emilio (2024) – cortometraggio – supervisione soggetto
- Diva Futura, regia di Giulia Louise Steigerwalt – basato sul libro Oltraggio al pudore
- The Contract, regia di Massimo Paolucci (2024)

### Trattamento
- The Contract, regia di Massimo Paolucci (2024)

### Casting
- Pin Hacked, regia di Andrea D'Emilio (2024) – cortometraggio
- The Contract, regia di Massimo Paolucci (2024)

### Attrice

#### Filmografia tradizionale

##### Cinema
- Fantozzi - Il ritorno, regia di Neri Parenti (1996)
- Il fantasma, regia di Joe D'Amato (1998)
- Un mostro di nome Lila, regia di Enrico Bernard (1998)
- I sogni proibiti di Lila, regia di Enrico Bernard (1999)
- Il giuoco dei sensi, regia di Enrico Bernard (2001)
- E adesso sesso, regia di Carlo Vanzina (2001)
- Gangs of New York, regia di Martin Scorsese (2002)
- Le barzellette, regia di Carlo Vanzina (2004)
- Tutti all'attacco, regia di Lorenzo Vignolo (2005)
- Il ritorno del Monnezza, regia di Carlo Vanzina (2005)
- Parentesi tonde, regia di Michele Lunella (2006)
- La natura di Lila, regia di Enrico Bernard (2006)
- Nemici per la pelle, regia di Rossella Drudi (2006)
- AD Project, regia di Eros Puglielli (2006)
- Una settimana di risate, regia di David Emmer (2006)
- Bastardi, regia di Federico Del Zoppo e Andres Alce Meldonado (2008)
- Torno a vivere da solo, regia di Jerry Calà (2008)
- Guardando le stelle, regia di Stefano Calvagna (2008)
- Fallo per papà, regia di Ciro Ceruti e Ciro Villano (2012)
- Roma nuda, regia di Giuseppe Ferrara (2012) – proiezione privata a Roma[78]
- Habemus film - Perugia oggi, regia di Roberto Goracci e Alessio Ortica (2016) – film per beneficenza
- Tic toc, regia di Davide Scovazzo (2023)

##### Televisione
- Varie fiction TV tedesche, registi vari (anni Ottanta)
- L'ispettore Derrick – serie TV, episodi 17x01-17x08 (1990)
- A Song for Eurotrash, regia di Peter Stuart (1998)
- Max-G Hunter Production – sitcom (2001)
- Zovvo – sitcom (2002)
- Argoss - Il fantastico Superman – sitcom (2003)
- Le avventure di Diabetik, regia di Andres Alce Meldonado – sitcom (2007)
- The Bang – sitcom (2006-2008)
- La performance dei morti viventi – corto (2010)
- Roma nuda, regia di Giuseppe Ferrara (2012) – proiezione privata a Roma[78]
- Il signore del porno - Riccardo Schicchi, regia di Alberto D'Onofrio (2012)
- Essere Moana - Segreti e misteri, regia di Alessandro Galluzzi, Flavia Triggiani e Marina Loi (2023) – docuserie
- Sartù, il sorriso è servito – serie TV (2024)

##### Mediometraggi
- L'ispettore Derrick... e Harry!, regia di David Emmer (2002)
- La dolce via, regia di Marco Colli (2003)

##### Cortometraggi
- Il gioiello, regia di Stefano Calvagna (2006)
- Il postino sogna sempre due volte, regia di Rocco Marino (2020)

##### Video musicali
- 1998 - Ooh Yeah di Éva Henger
- 2005 - Alterego di Nearco (regia di Jury Rossetti)
- 2006 - My Heart Is Dancing di Éva Henger
- 2006 - Mal di stomaco di Fabri Fibra (regia di Cosimo Alemà)
- 2011 - Closer di Ekow Wonder feat. Snoop Dogg & Kylian Mash (regia di Claudio Zagarini e Marco Pavone)
- 2011 - U R A Million $ Girl di Dwaine feat. Diddy, Keri Hilson & Trina (regia di Gil Green e Claudio Zagarini)
- 2012 - (Avalanche) Rescue Me from the Dancefloor di M.iam.i & Flo Rida (regia di Claudio Zagarini, Gianluca Catania e Samuele Dalò)
- 2013 - Tum cha cha di Éva Henger
- 2014 - Acrobat di A-Roma feat. Snoop Dogg & Orry Jackson (regia di Marc Korn e Massimiliano Caroletti)
- 2019 - Buona primavera di Pàmela feat. Trash Italiano & Elenoire Ferruzzi (regia di Arianna Mereu, Marco D'Annolfi e Andrea Papazzoni)
- 2020 - Come Adamo ed Eva di Éva Henger e Sciarra
- 2020 - Come Adamo ed Eva: Live Milano - The Club/Fidelio di Éva Henger e Sciarra
- 2022 - Callo puttano di Rambo Smash feat. Stylo aka Space
- 2025 – L'ultima notte di Edward Maya e William Imola (regia di Ugo Lo Pinto)

#### Filmografia pornografica
Nel 2025 vince la causa per truffa contro coloro che avevano realizzato molteplici film pornografici (facendo arrivare la filmografia a 27 film) riciclando scene, facendo montaggi e tagli dagli unici 4 film da lei girati, alle volte inserendola in film con performer con cui lei non era mai stata sul set.

Da sinistra verso destra: Barbarella, Jessica Rizzo, Moana Pozzi ed Éva Henger a piazza di Monte Citorio

- Rocco e le storie vere, regia di Rocco Siffredi (1993)
- Rocco e le storie vere - Parte 2, regia di Rocco Siffredi (1993)
- Il mistero del convento, regia di Mario Salieri (1993)
- Taboo di una moglie perversa - Milly P.R. porca e scatenata, regia di Mario Bianchi (1993)
- Fièvre, regia di Mario Salieri (1993)
- Le pornololite di Diva Futura 1, regia di Riccardo Schicchi (1995)
- Le pornololite di Diva Futura 2, regia di Riccardo Schicchi (1995)
- Finalmente pornostar (la conchiglia violata), regia di Riccardo Schicchi (1997)
- L'angelo dell'inferno - Il vizio del peccato, regia di Joe D'Amato (1997)
- Peccati di gola, regia di Joe D'Amato (1997)
- Le pornololite di Diva Futura 5, regia di Riccardo Schicchi (1997)
- Eva più che mai!!!, regia di Antonio Adamo e Riccardo Schicchi (1998)
- Capricci anali, regia di Joe D'Amato (1998)
- Showgirl, regia di Joe D'Amato (1998)
- Il fantasma, regia di Joe D'Amato (1998)
- Experiences - Il culo violato, regia di Joe D'Amato (1998)
- Le 10 Top di Diva Futura Fans Club, regia di Riccardo Schicchi (1998)
- La Chiesa del peccato, regia di Jenny Forte e Nicky Ranieri (1998)
- Experiences - Il culo violato: Seconda parte, regia di Joe D'Amato (1999)
- Private XXX 5, regia di Peter Backman, John Millerman e Frank Thring (1999)
- Eva per tutti! (il sogno diventa realtà), regia di Riccardo Schicchi (1999)
- A letto con Eva - Esordienti in azione, regia di Riccardo Schicchi (1999)
- Eva contro Eva, regia di Riccardo Schicchi (2001)
- Scacco alla regina, regia di Riccardo Schicchi (2001)
- Eva e Selen - Il duello, registi vari (2004)
- Selen contro Eva - La sfida, registi vari (2005)
- Sempre più dietro, registi vari (2006)

##### Documentari
- Camerini ardenti, regia di Pietro Balla e Monica Repetto (1996)

## Televisione
- Cin cin (TV Perú, 1990)
- Ciao Darwin 3 (Canale 5, 2000)
- Milano-Roma (Rai 2, 2000-2002)
- Eurotrash (Channel 4, 2001)
- Eva contro Henger (My-Tv, 2001)
- Stracult (Rai 2, 2001, 2003)

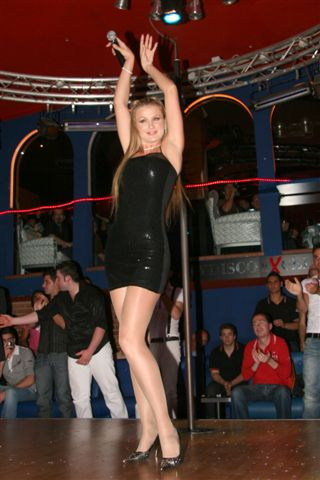
Éva Henger

- Furore (Rai 2, 2001) – concorrente
- Convenscion (Rai 2, 2001)
- Superconvenscion (Rai 2, 2001)
- Convenscion a colori (Rai 2, 2002)
- Convenscion Express (Rai 2, 2002)
- Stracult Redux (Rai 2, 2002)
- Cocktail d'amore (Rai 2, 2002-2003)
- Libero (Rai 2, 2003)
- Tv Zone (Rai 2, 2003)
- Eva e il galateo del peccato (Studio Universal, 2004)
- Cronache marziane (Italia 1, 2004-2005)
- La fattoria 2 (Canale 5, 2005) – concorrente
- Paperissima Sprint (Canale 5, 2005)
- Domenica in (Rai 1, 2005)
- Grande Fratello 6 (Canale 5, 2006) – insegnante di ungherese
- Saturday Night Live from Milano (Italia 1, 2006-2008)
- Azzardo (Italia 1, 2007)
- Lucignolo (Italia 1, 2007)
- Ciao Darwin 5 - L'anello mancante (Canale 5, 2007) – capitana categoria vincente: Trasgressive
- Chef per un giorno (LA7/LA7d/Discovery Real Time, 2008)
- Cocktail d'amore Zip (RaiSat Premium, 2008)
- Pomeriggio Cinque (Canale 5, 2008-2023)
- Mattino Cinque (Canale 5, 2009-2012)
- Domenica Cinque (Canale 5, 2009-2012)
- Ciao Darwin 6 - La regressione (Canale 5, 2010)
- Top Secret (Rete 4, 2011)
- Hobby (Vero, 2012)
- Pescati dalla rete (Vero, 2012-2015)
- Pescati dalla rete - Christmas Edition (Vero, 2012-2015)
- Domenica Live (Canale 5, 2012-2021)
- La Mala EducaXXXion (LA7d, 2013)
- Cantando ballando (Canale Italia, 2015)
- L'isola dei famosi 13 (Canale 5, 2018) – concorrente
- Live - Non è la D'Urso (Canale 5, 2019-2020)
- Il salone delle celebrità (Real Time/Discovery+, 2024)

### Web TV
- Eva contro Henger (My-Tv, 2001)
- Vip Champion (361tv, 2016-2018)
- Casa Signorini (361tv, 2017-2018)
- Il salotto delle celebrità - Sanremo 2023 (Instagram/Facebook, 2023)
- Il salotto delle celebrità - Venezia 2023 (Instagram/Facebook, 2023)

## Podcast
- Il salotto di Eva Henger - Bisturi e bellezza (2025)

## Libri
- Riccardo Schicchi, Oltraggio al pudore, a cura di Éva Henger, prefazione di Debora Attanasio, postfazione di Éva Henger, MTS Edizioni, 2025  [1995].

## Fumetti
- Le avventure ermetiche di Eva Henger, disegnato da Giuseppe Di Bernardo e Jacopo Brandi su un'idea di Marco Bianchini (pubblicato a puntate sulle riviste della Diva Futura, 1998)

## Discografia

### Extended play
- 2009 – Lost Love

### Singoli
- 1998 – Ooh Yeah
- 2006 – My Heart Is Dancing
- 2007 – Quando te quiero
- 2007 – Romantica con Mal
- 2009 – Lost Love
- 2011 – Parole parole, con Dr. Feelx
- 2013 – Tum cha cha
- 2019 – Come Adamo ed Eva, con Sciarra
- 2023 – Influencer ("Sfrizzami" edition) di Sara Tommasi feat. Éva Henger e Francesca Cipriani

### Video musicali
- 1998 – Ooh Yeah
- 2006 – My Heart Is Dancing
- 2013 – Tum cha cha
- 2020 – Come Adamo ed Eva, con Sciarra
- 2020 – Come Adamo ed Eva: Live Milano - The Club/Fidelio, con Sciarra

### Colonne sonore
- 1998 – A Song for Eurotrash di Peter Stuart, con Ooh Yeah

## Radio
- Due di notte (Rai Radio 2, 2000-2005)